# Kristal Abazaj
Kristal Abazaj, né le 6 juillet 1996 à Elbasan en Albanie est un footballeur international albanais jouant au poste d'ailier droit pour le club de KF Tirana en Kategoria Superiore.

## Biographie

### En club

#### Luftëtari Gjirokastër
En juillet 2016, Abazaj fait un essai avec l'équipe de première division de Luftëtari Gjirokastër, qui s'avère concluant, et en août 2016 y signe un contrat. Il fait ses débuts en compétition ainsi que sa première apparition en Superliga albanaise lors de la première journée de la saison 2016-17 contre le Partizani Tirana qui se solde par une défaite 0-1. Il termine sa première saison avec Luftëtari en faisant 35 apparitions, 33 en championnat, dont 30 en tant que titulaire, et marquant 3 buts tandis que Luftëtari termine 4e du championnat. Abazaj se distingue pour ses performances tout au long de la saison et à la fin de la campagne, il est nommé parmi les meilleurs talents.
Au cours du mercato estival, Luftëtari décline plusieurs offres pour Abazaj, de clubs albanais mais aussi de l'étranger,. Il commence la deuxième saison en marquant le seul but de son équipe lors de la défaite 2-1 contre Teuta Durrës lors de la première journée de championnat. Il marque également le but vainqueur lors de la victoire de Luftëtari contre Laçi, permettant à l'équipe d'inscrire ses trois premiers points de la saison.
Le 17 décembre, Abazaj marque lors de la 15e journée contre le Partizani Tirana avec un tir du pied droit pour une victoire 5-0 à domicile. Il est nommé joueur albanais de Superliga du mois en décembre après avoir marqué trois buts en quatre matchs, aidant l'équipe dans sa lutte pour le maintien.
À la fin de la saison 2017-2018, Abazaj est nommé Talent albanais de Superliga, devenant le deuxième joueur de Luftëtari à être désigné.

#### Skënderbeu Korçë
Le 5 janvier 2018, Skënderbeu Korçë annonce avoir signé un pré-contrat avec Abazaj pour 300 000 €. Le joueur continue à jouer pour Luftëtari en y étant prêté jusqu'à la fin de la saison.

#### Anderlecht
Le 16 avril 2018, il signe un contrat de trois ans avec l'équipe belge d'Anderlecht. La somme du transfert s'élève à 750 000 €, et le joueur rejoindra le club le 1er juillet 2018,.

#### Tirana
Le 22 janvier 2023, Abazaj rejoint le club de la capitale KF Tirana en signant un contrat d'un an et demi, prenant le numéro 77. Il fait ses débuts quatre jours plus tard lors de la victoire 2-0 à l'extérieur contre Erzeni.
Peu de temps après, il est victime d'une blessure qui le tient éloigné des terrains pendant plus d'un mois. Il est revenu à l'entraînement début mars et marque ses premiers buts pour les Blancs et Bleus le 16 avril lors de la victoire 2-1 contre Egnatia.

### En équipe nationale

#### Chez les jeunes
Le 17 mars 2017, Abazaj est sélectionné par l'entraîneur Alban Bushi dans l'équipe albanaise des moins de 21 ans pour affronter la Moldavie dans un double match amical,. Il fait sa première apparition le 25 mars en jouant 66 minutes alors que le premier match se termine sur un match nul et vierge. Abazaj marque son premier but deux jours plus tard pour une victoire 2-0 de l'Albanie.
Abazaj continue à faire partie de l'équipe des moins de 21 ans en étant appelé en juin pour le match amical contre la France et le match de qualification d'ouverture du Championnat d'Europe des moins de 21 ans 2019 contre l'Estonie. Il fait ses débuts en compétition le 12 juin contre l'Estonie en jouant 86 minutes lors du match nul et vierge. Abazaj marque ses premiers buts de la campagne de qualification lors de la 3e journée contre l'Islande le 4 septembre 2017 en inscrivant un doublé permettant à l'Albanie de remporter une victoire 3-2 à l'extérieur, la première du groupe 2.

#### Chez les seniors
Abazaj reçoit sa première convocation chez les  A par l'entraîneur Christian Panucci le 16 mars 2018 à l'occasion d'un match amical contre la Norvège. Il devient le premier joueur de Luftëtari en 30 ans à être appelé en équipe senior. Le 29 mai 2018, Abazaj fait ses débuts avec l'Albanie lors d'un match amical contre le Kosovo après avoir été remplaçant à la 69e minute à la place d'Emanuele Ndoj.

## Vie privée
Abazaj a pour modèle et footballeur préféré l'attaquant brésilien Ronaldo. Dans une interview en décembre 2018, Abazaj dévoile qu'il est un fan de longue date de KF Tirana, ajoutant qu'il avait l'habitude d'aller avec sa famille pour regarder leurs matchs dans le stade quand il était jeune.

## Statistiques de carrière

### Club
Au 11 mars 2023
| Club                  | Saison            | Championnat         | Championnat | Championnat | Coupe | Coupe | Europe | Europe | Total | Total |
| Club                  | Saison            | Division            | Apps        | Buts        | Apps  | Buts  | Apps   | Buts   | Apps  | Buts  |
| --------------------- | ----------------- | ------------------- | ----------- | ----------- | ----- | ----- | ------ | ------ | ----- | ----- |
| Elbasani              | 2015–16           | Kategoria e Parë    | 13          | 7           | —     | —     | —      | —      | 13    | 7     |
| Luftëtari Gjirokastër | 2016–17           | Kategoria Superiore | 33          | 3           | 2     | 0     | —      | —      | 35    | 3     |
| Luftëtari Gjirokastër | 2017–18           | Kategoria Superiore | 29          | 8           | 3     | 0     | —      | —      | 35    | 13    |
| Luftëtari Gjirokastër | Total             | Total               | 62          | 12          | 5     | 0     | —      | —      | 67    | 16    |
| Anderlecht            | 2018–19           | Belgian Pro League  | 1           | 0           | —     | —     | —      | —      | 1     | 0     |
| Anderlecht            | 2019–20           | Belgian Pro League  | 0           | 0           | —     | —     | —      | —      | 0     | 0     |
| Anderlecht            | Total             | Total               | 1           | 0           | —     | —     | —      | —      | 1     | 0     |
| Osijek (prêt)         | 2018–19           | Prva HNL            | 9           | 1           | —     | —     | —      | —      | 9     | 1     |
| Kukësi (prêt)         | 2019–20           | Kategoria Superiore | 34          | 10          | 4     | 0     | —      | —      | 38    | 10    |
| İstanbulspor          | 2020–21           | TFF First League    | 30          | 4           | 0     | 0     | —      | —      | 30    | 4     |
| İstanbulspor          | 2021–22           | TFF First League    | 5           | 0           | —     | —     | —      | —      | 5     | 0     |
| İstanbulspor          | 2022–23           | Süper Lig           | 5           | 0           | —     | —     | —      | —      | 5     | 0     |
| İstanbulspor          | Total             | Total               | 40          | 4           | 0     | 0     | —      | —      | 40    | 4     |
| Tirana                | 2022–23           | Kategoria Superiore | 3           | 0           | —     | —     | —      | —      | 3     | 0     |
| Total en carrière     | Total en carrière | Total en carrière   | 162         | 34          | 9     | 0     | —      | —      | 171   | 34    |

### International
Au 9 novembre 2022
| Équipe nationale | Année | Apparitions | Buts |
| ---------------- | ----- | ----------- | ---- |
| Albanie          | 2018  | 1           | 0    |
| Albanie          | 2019  | 1           | 0    |
| Total            | Total | 2           | 0    |

## Palmarès
Individuel
- Joueur du mois de Superliga albanaise : décembre 2017[9]
- Talent de la Superliga albanaise de la saison : 2017-2018